# Zielona Chocina
Zielona Chocina (kaszub. Zelonô Chòcënô lub Zelonô Chòcëna, niem. Grünchotzen) – wieś kaszubska w Polsce położona w województwie pomorskim, w powiecie chojnickim, w gminie Konarzyny, nad rzeką Chociną, przy trasie drogi wojewódzkiej nr 212.
W latach 1975–1998 miejscowość administracyjnie należała do województwa słupskiego. W okresie II Rzeczypospolitej stacjonowała tu placówka Straży Granicznej Inspektoratu Granicznego nr 7 „Chojnice”.